# تارجي اولسن (سياسي)
تارجي اولسن (بالنرويجية البوكمول: Terje Olsen)‏ هو ممرض وسياسي نرويجي، ولد في 4 يناير 1951 في النرويج. حزبياً، نشط في حزب المحافظين. وقد انتخب county mayor of Troms ‏ (2007 – 2011) وانتخب نائب عضو برلمان النرويج ‏.